# Магнітне поле планет
Магнітне поле планет здебільшого утворюється завдяки магнітогідродинамічному динамо — явищу утворення самопідсилюваного магнітного поля завдяки конвективним потокам в електропровідному рідкому ядрі планети. Найсильніші магнітні поля у Сонячній системі мають планети-гіганти і Земля, причому Уран і Нептун мають не дипольне, а квадрупольне магнітне поле. Венера, попри подібність до Землі, не має істотного магнітного поля, що, ймовірно, пов'язано з відсутністю конвекції у її ядрі. Магнітне поле Меркурія подібне за структурою й механізмом утворення до земного, але набагато слабше. Марс і Місяць не мають глобального магнітного поля, але мають залишкову намагніченість гірських порід в окремих регіонах, що може свідчити про наявність магнітного поля на ранніх стадіях їх еволюції. З усіх супутників Сонячної системи власне магнітне поле має тільки Ганімед, втім деякі інші супутники планет-гігантів мають слабше магнітне поле, індуковане рухом через магнітосферу планети.

## Історія й методи дослідження
Теорію магнітного динамо запропонував 1919 року Джозеф Лармор для пояснення магнетизму сонячних плям. Подальші теоретичні основи планетного магнетизму розробили Вальтер Елзассер у 1939 році та Едвард Баллард у 1949.
Магнітне поле тіл Сонячної системи вивчають як експериментально за допомогою космічних апаратів, так і теоретично шляхом моделювання. Останнє вимагає розв'язання системи нелінійних рівнянь у частинних похідних (рівняння Навье-Стокса, рівняння магнітної індукції та інших), які включають параметри, значення яких умовах ядер планет виключно малі. Так, число Екмана, що виражає відношення величин в'язкості і сили Коріоліса, становить близько 10−15, а магнітне число Прандтля, що відповідає за відношення в'язкості до сили Лоренца — 10−6. Ці значення поки що недосяжні як у чисельному моделюванні, так і в експериментах щодо відтворення магнітного динамо в лабораторних умовах. Тим не менш, модельні експерименти все ще корисні для розуміння загального механізму утворення магнітних полів.

## Магнітне поле планет та супутників Сонячної системи

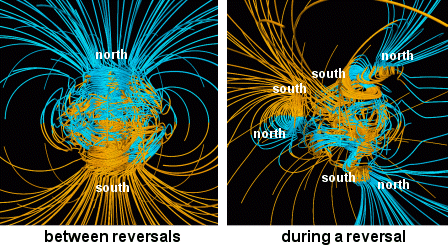
Моделювання магнітного поля Землі між інверсіями (ліворуч) і під час інверсії (праворуч)

### Земля
Магнітне поле Землі найкраще досліджене з-поміж усіх планет. Воно утворюється завдяки конвекції в залізо-нікелевому зовнішньому ядрі Землі, має приблизно дипольний характер, а магнітний момент нахилений приблизно під кутом 11,5° до осі обертання Землі. З часом нахил магнітного моменту змінюється, а раз на кілько сотень тисяч років відбувається геомагнітна інверсія — переміна магнітних полюсів.

### Венера
Венера й Земля близькі за розмірами, середньою густиною й навіть за внутрішньою будовою, проте Земля має досить сильне магнітне поле, а Венера — не має. За однією з сучасних теорій напруженість дипольного магнітного поля залежить від прецесії полярної осі і кутової швидкості обертання. Саме ці параметри на Венері мізерно малі, але вимірювання все одно вказують на ще нижчу напруженість магнітного поля, ніж передбачає теорія. Сучасні припущення з приводу слабкого магнітного поля Венери полягають у тому, що в імовірно залізному ядрі Венери відсутні конвективні потоки. Це, в свою чергу, може пояснюватися відсутністю тектоніки плит, причина чого також поки не зрозуміла. Можливо, це пов'язано з відсутністю води, яка грає роль своєрідного мастила для літосферних плит. Також можливо, що внаслідок високої температури кора не твердне, і через це або не можуть сформуватися плити, подібні до земних, або стає більш активним вулканізм, через що не вистачає енергії для конвективного руху потоків в ядрі.

### Меркурій
Меркурій має досить велике рідке ядро, і в ньому магнітне поле генерується за тим самим механізмом, що і в Землі, хоча воно ї є набагато слабшим. Великий ексцентриситет орбіти та близькість до Сонця створюють значний приливний нагрів та циркуляцію у великому ядрі планети.

### Марс
Сильний залишковий магнетизм Марса, відкритий станцією Mars Global Surveyor, свідчить про магнітне динамо, що колись працювало, але затухло приблизно за 350 млн років після формування планети, ймовірно, внаслідок затвердіння ядра.

### Місяць
Як і у випадку Марса, ядро Місяця повністю затверділо, але в його корі виявлено сліди залишкового магнетизму. Це може також говорити про колишню роботу магнітного динамо, але також можливо, що це наслідки метеоритних ударів.

### Ганімед
Ганімед — єдиний супутник Сонячної системи, усередині якого активно працює магнітне динамо, як у Землі та Меркурії, внаслідок конвективних потоків у рідкому провідному ядрі. Ймовірно, ядро залишилося рідким завдяки приливному розігріву через орбітальний резонанс і гравітацію Юпітера. Вісь магнітного диполя Ганімеда спрямована проти магнітного моменту Юпітера. Крім того, Ганімед має і індуковане поле, викликане його рухом у сильному магнітному полі Юпітера.

### Інші супутники планет-гігантів
Жоден з інших великих супутників Сонячної системи не має сильного магнітного поля, створеного внутрішніми джерелами. На внутрішніх супутниках Юпітера спостерігається лише індуковане поле.

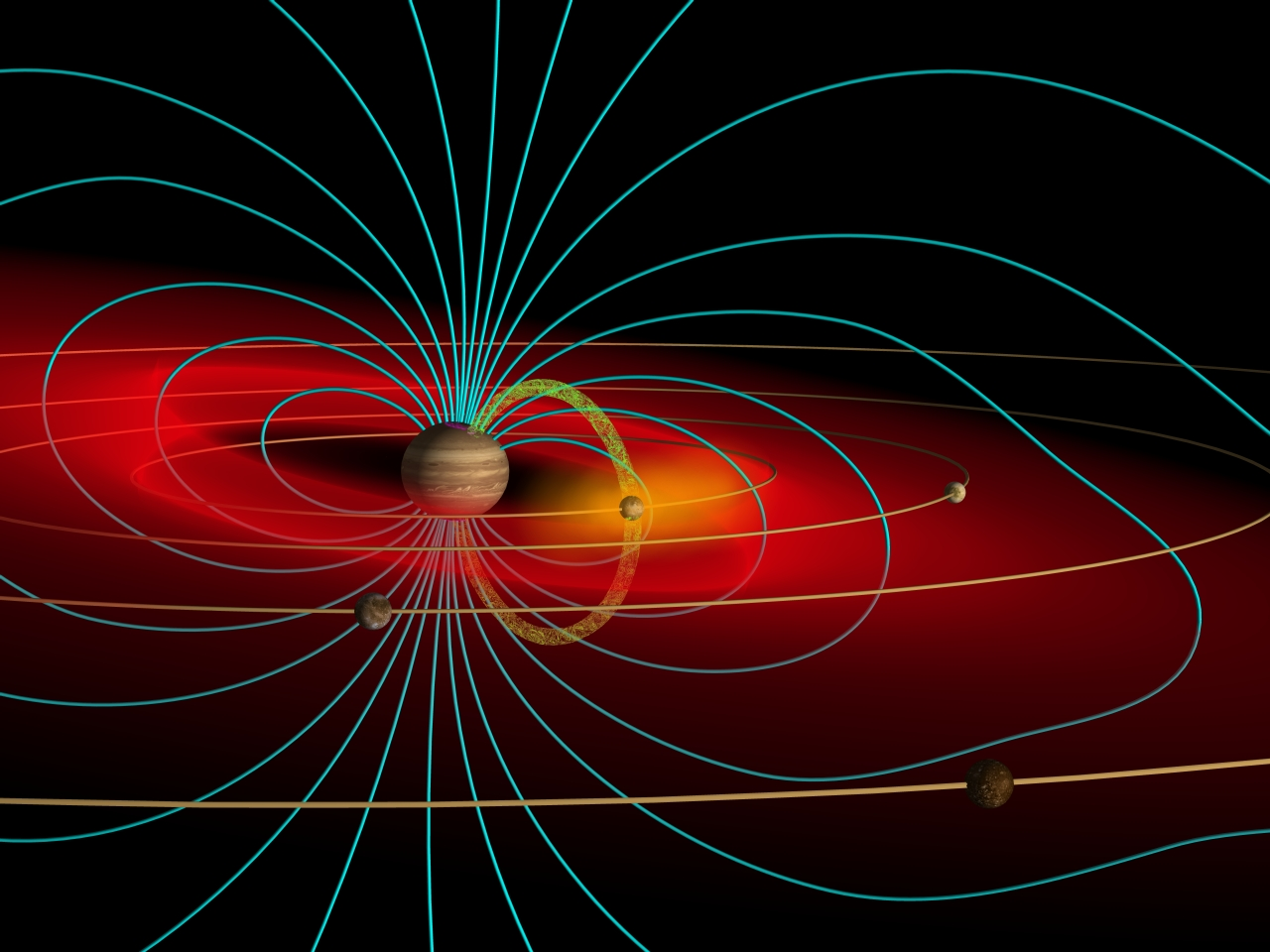
Схема магнітосфери Юпітера й орбіт чотирьох Галілеєвих супутників

### Юпітер та Сатурн
Планети-гіганти не мають залізних ядер, проте в ядрах Юпітера та Сатурна знаходиться металічний водень. Швидке обертання цих ядер призводить до запуску динамо, що створює сильне магнітне поле. Вісь його диполя у Юпітера, як і в Землі, нахилена приблизно на 10° до осі обертання планети, а у Сатурна практично збігається з віссю обертання.

### Уран та Нептун
Магнітні поля Урана і Нептуна, на відміну від решти планет Сонячної системи, є не дипольними, а квадрупольними, тобто вони мають по 2 північні і 2 південні полюси. Загалом природа їх полів остаточно не зрозуміла. Можливо, вони утворюються на відносно малих глибинах, наприклад, в океані рідкого аміаку.